# Belec (Zlatar)
Pour les articles homonymes, voir Belec.
Belec est un village de la municipalité de Zlatar (comitat de Krapina-Zagorje) en Croatie. Au recensement de 2011, le village comptait 356 habitants.

## Galerie : église Saint-Marie-des-neiges de Belec

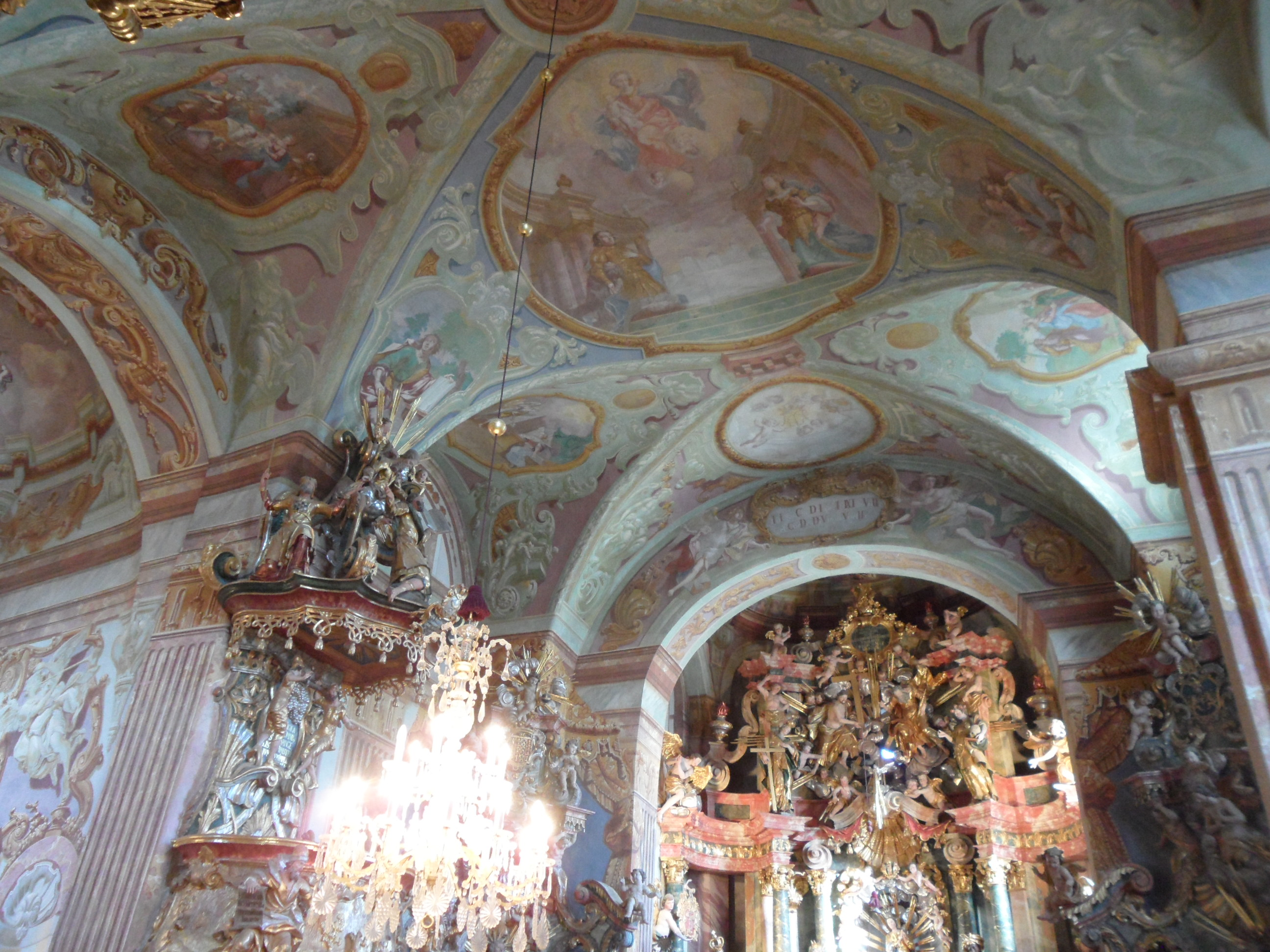
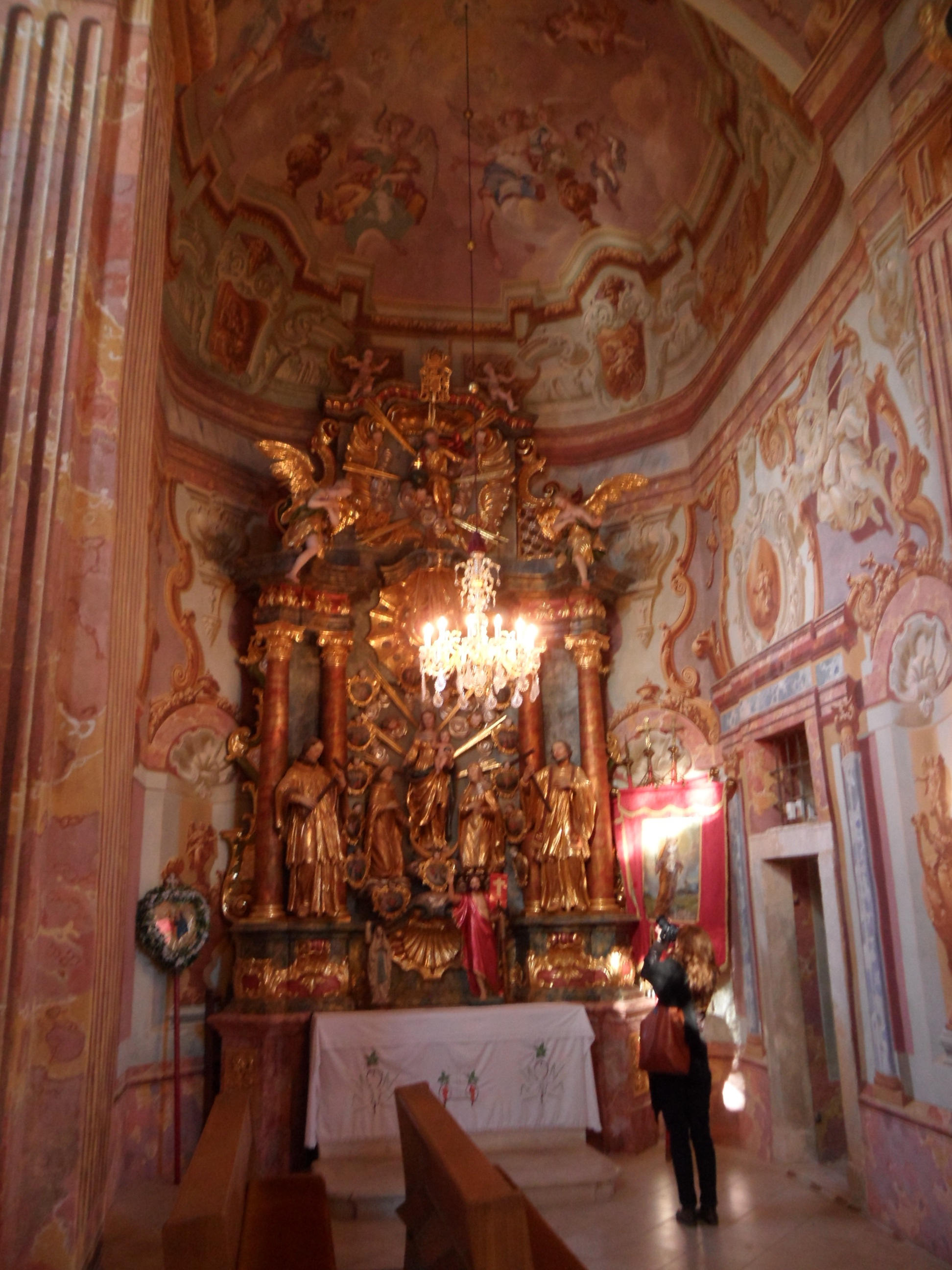
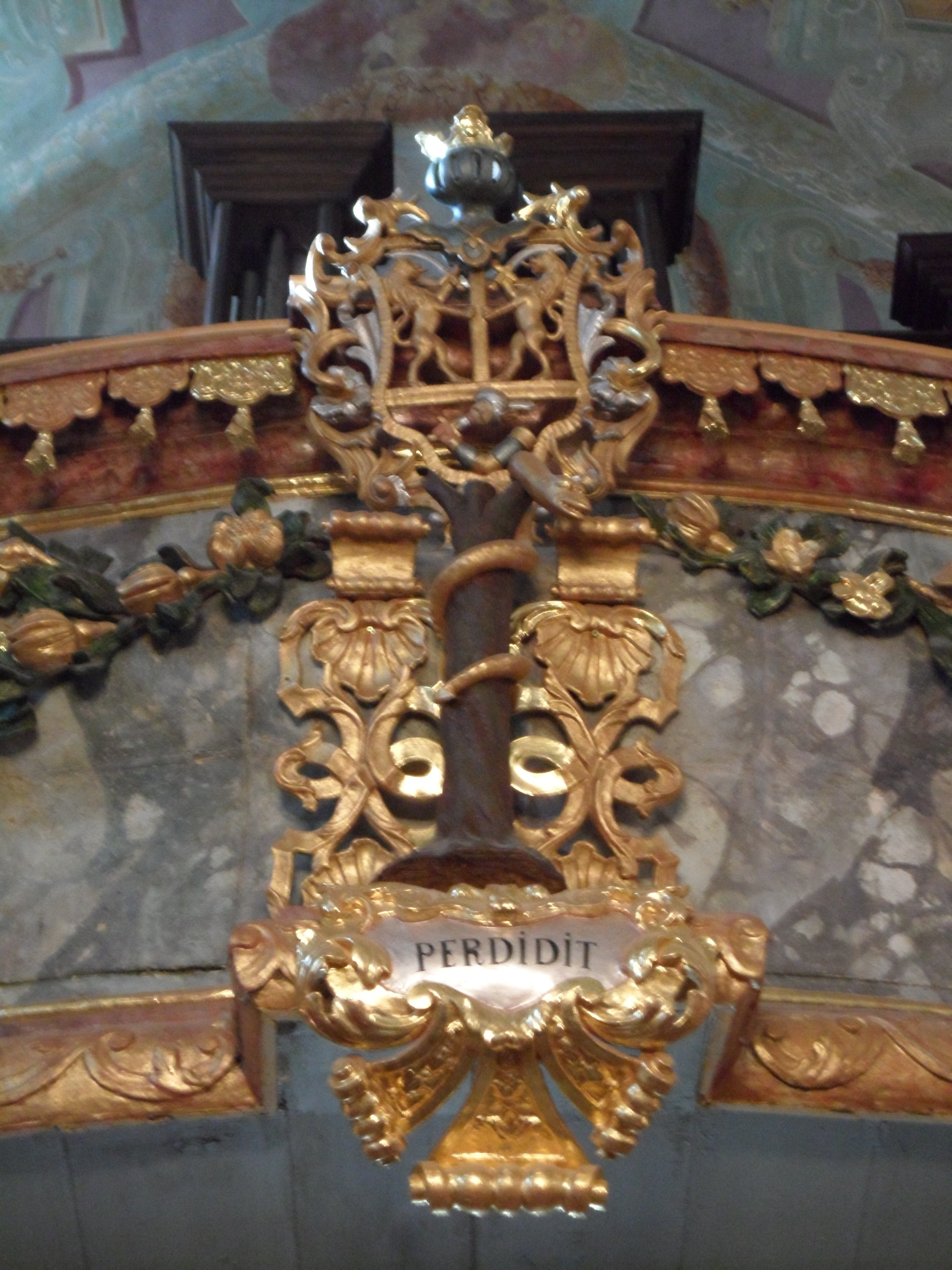

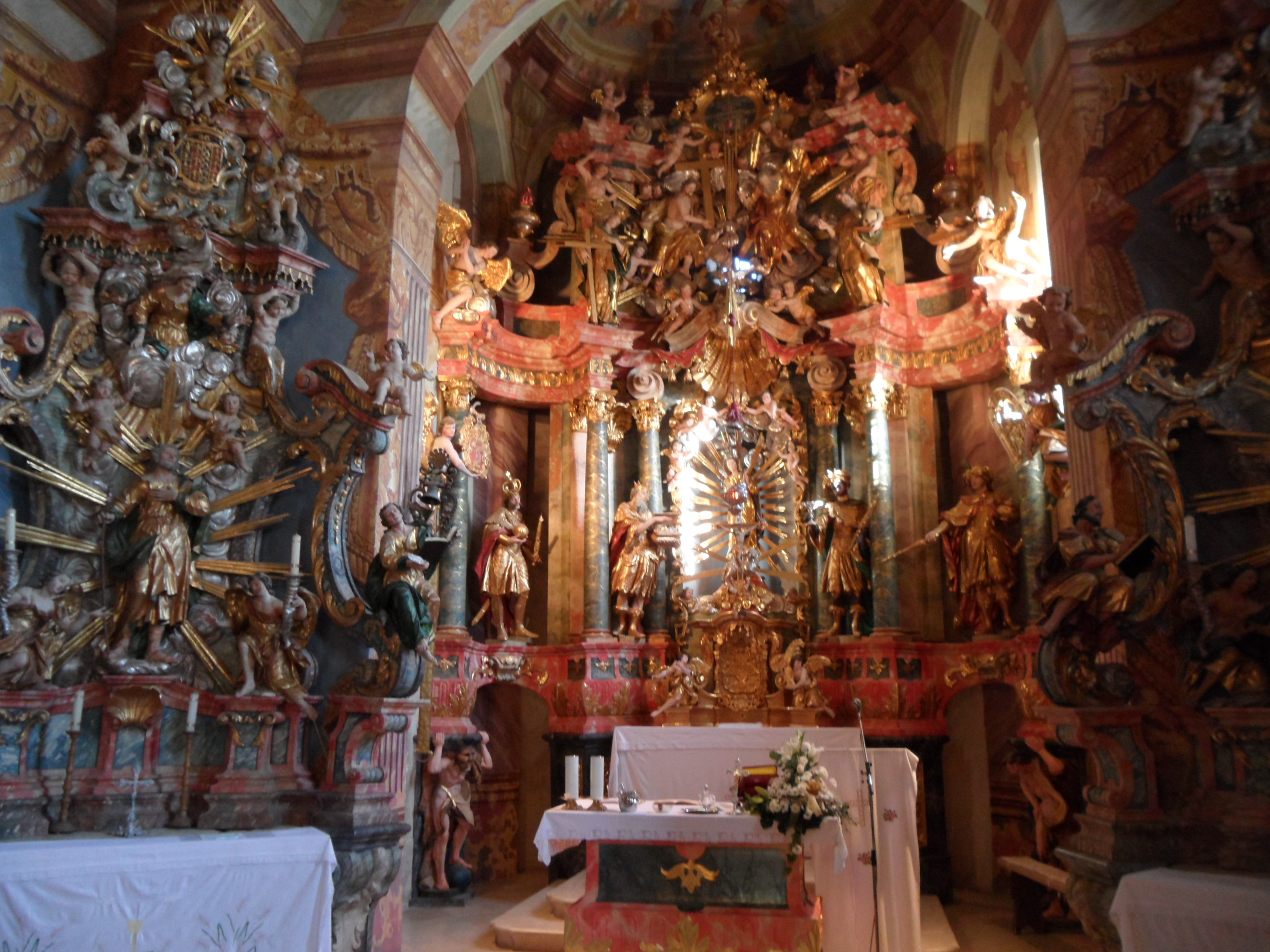
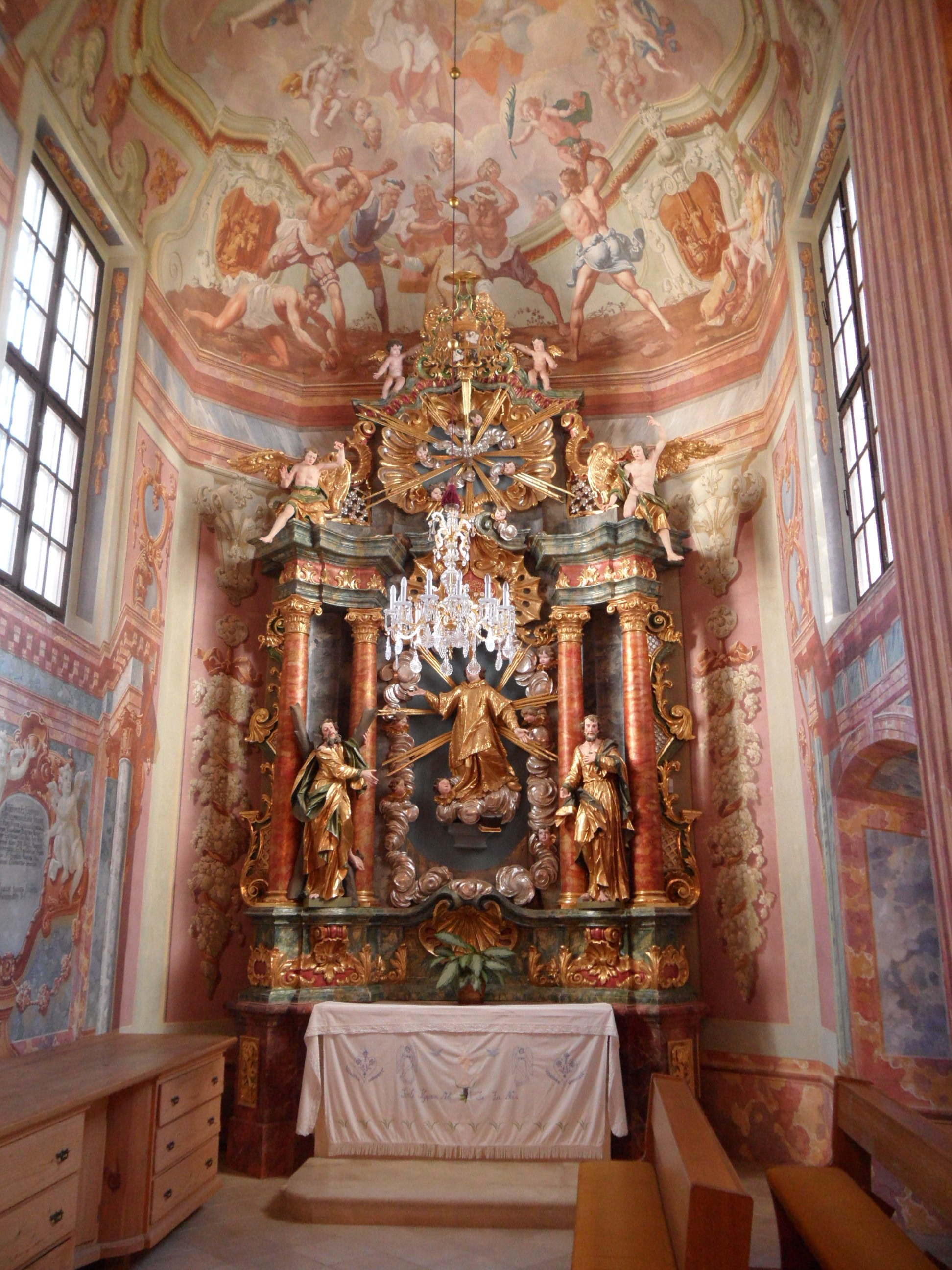
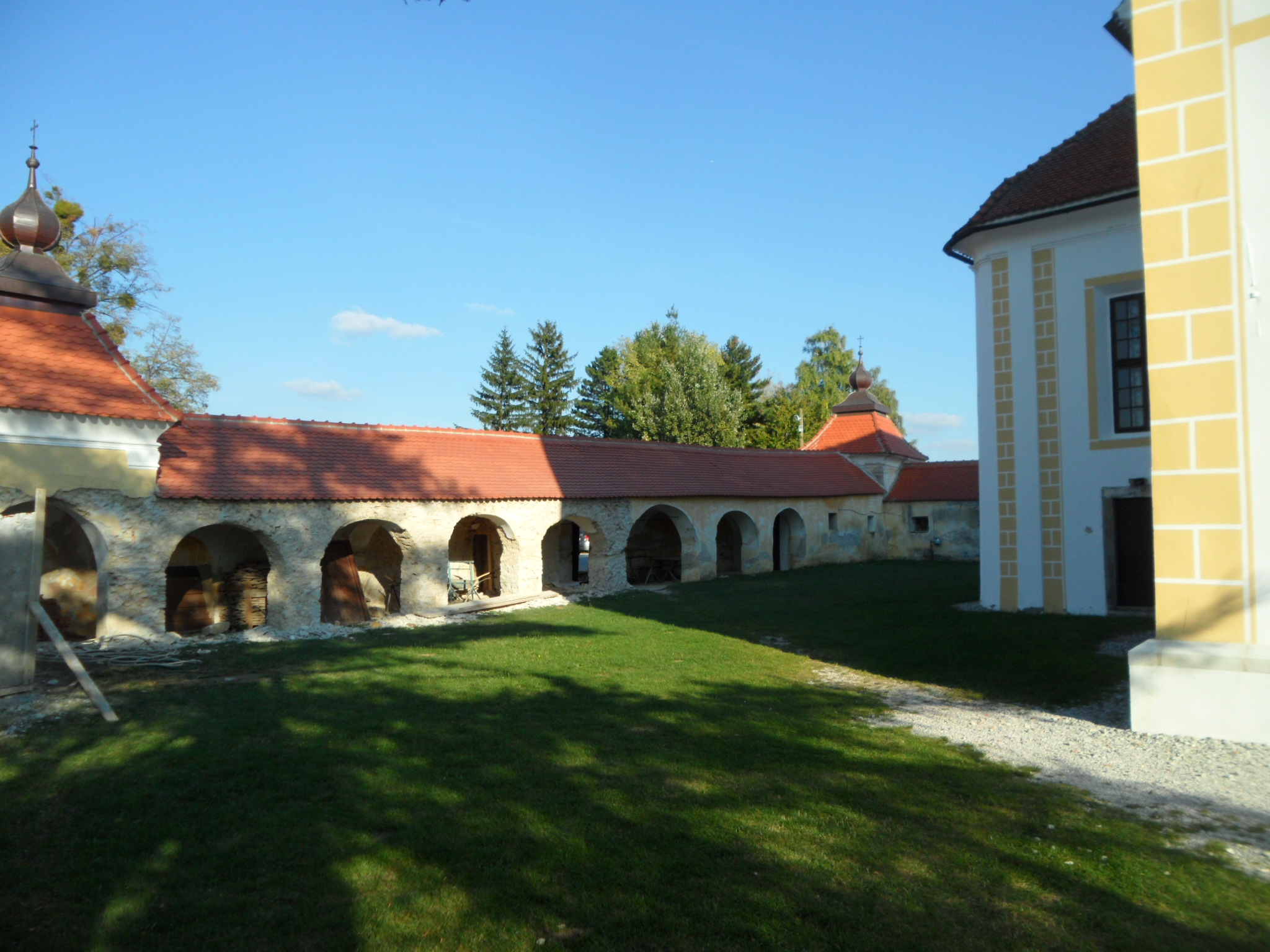

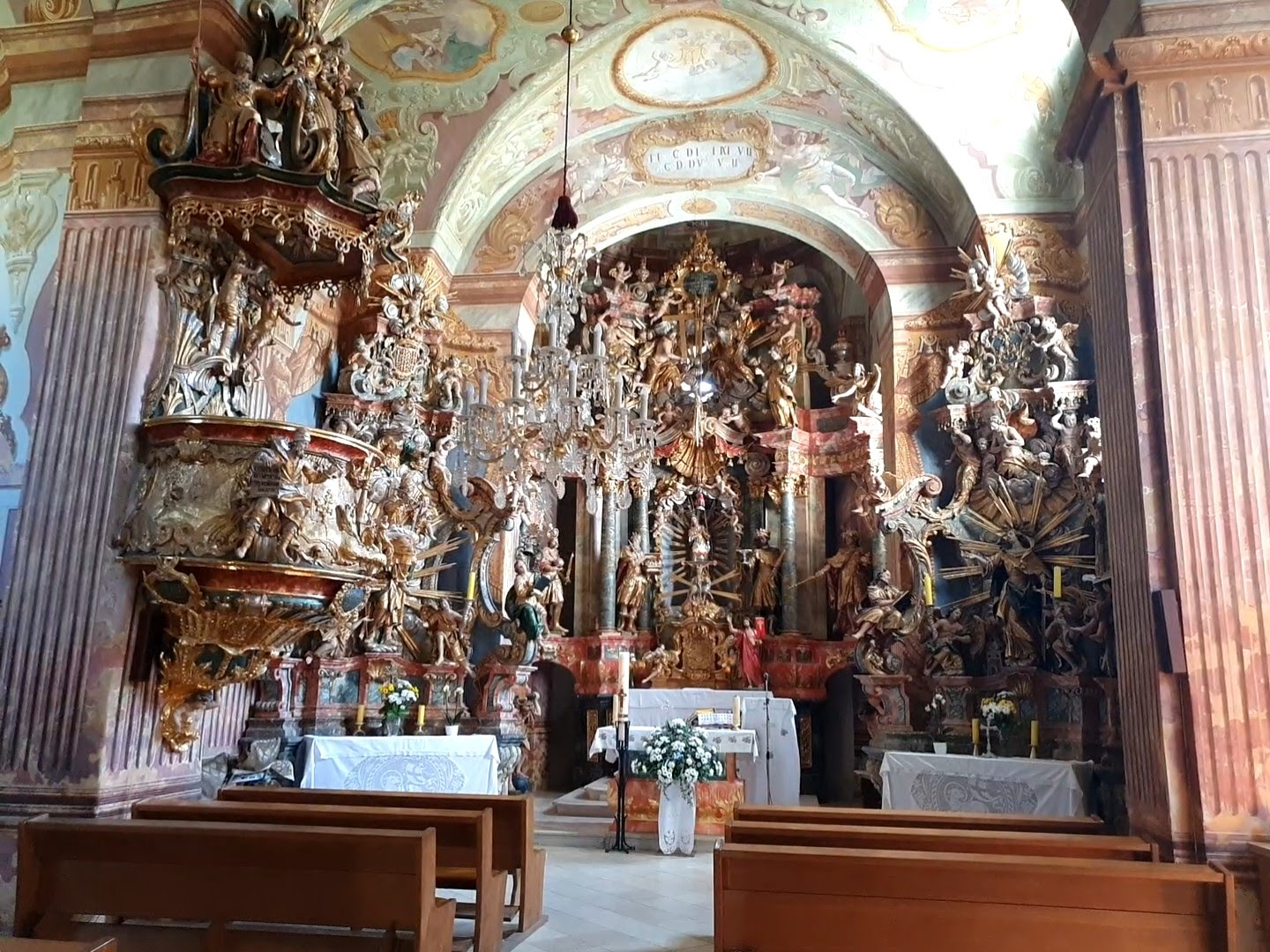
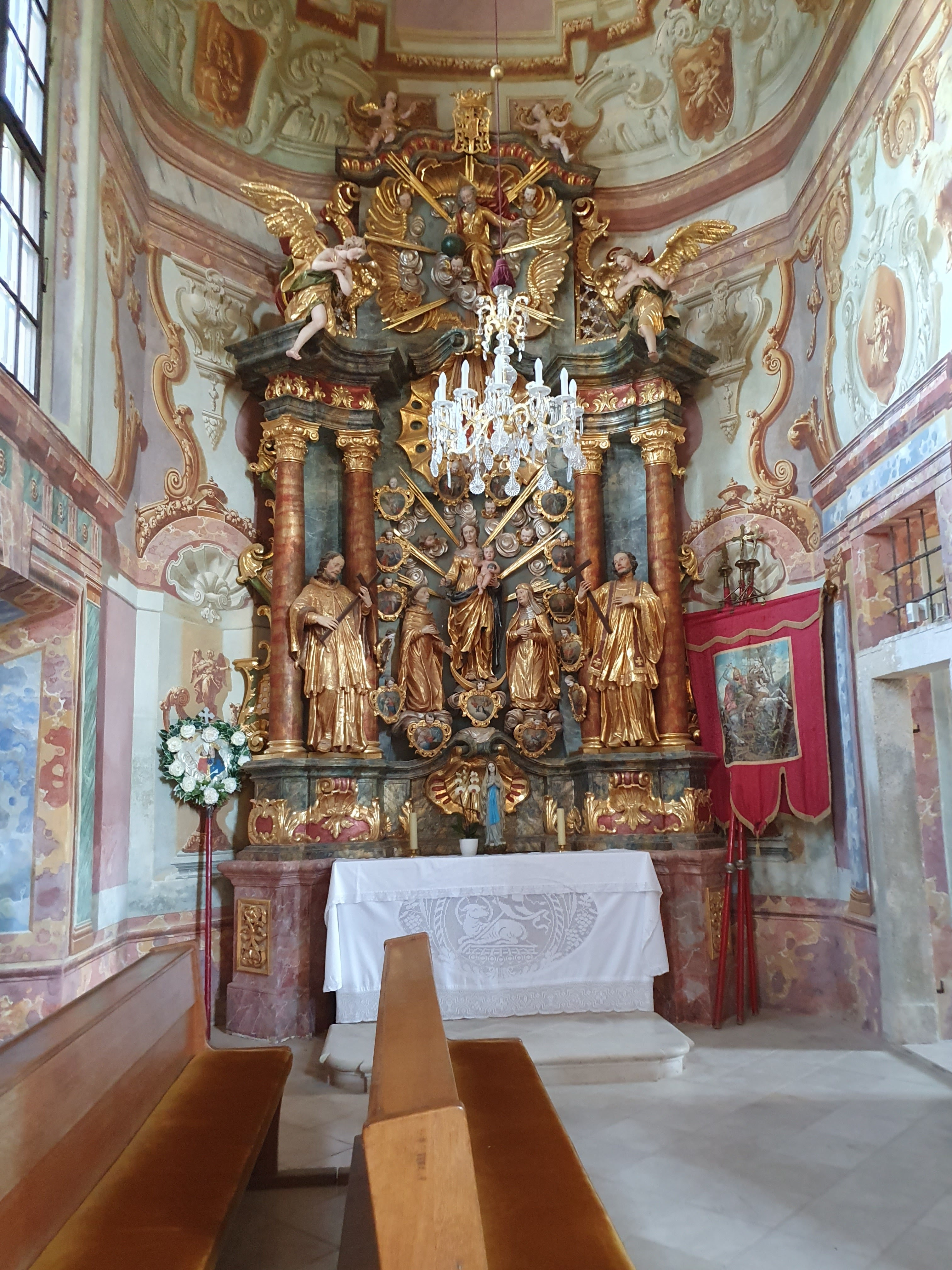
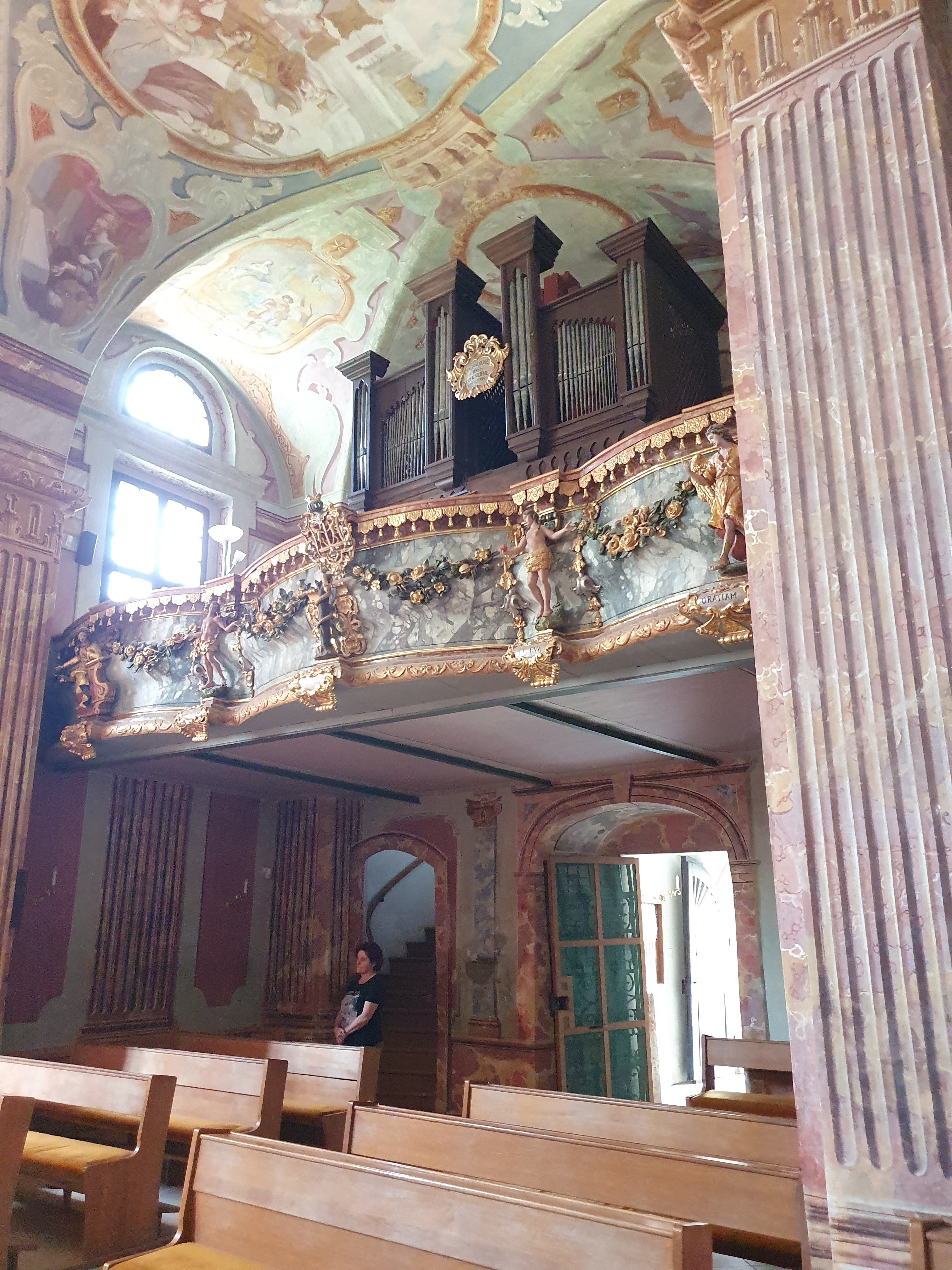
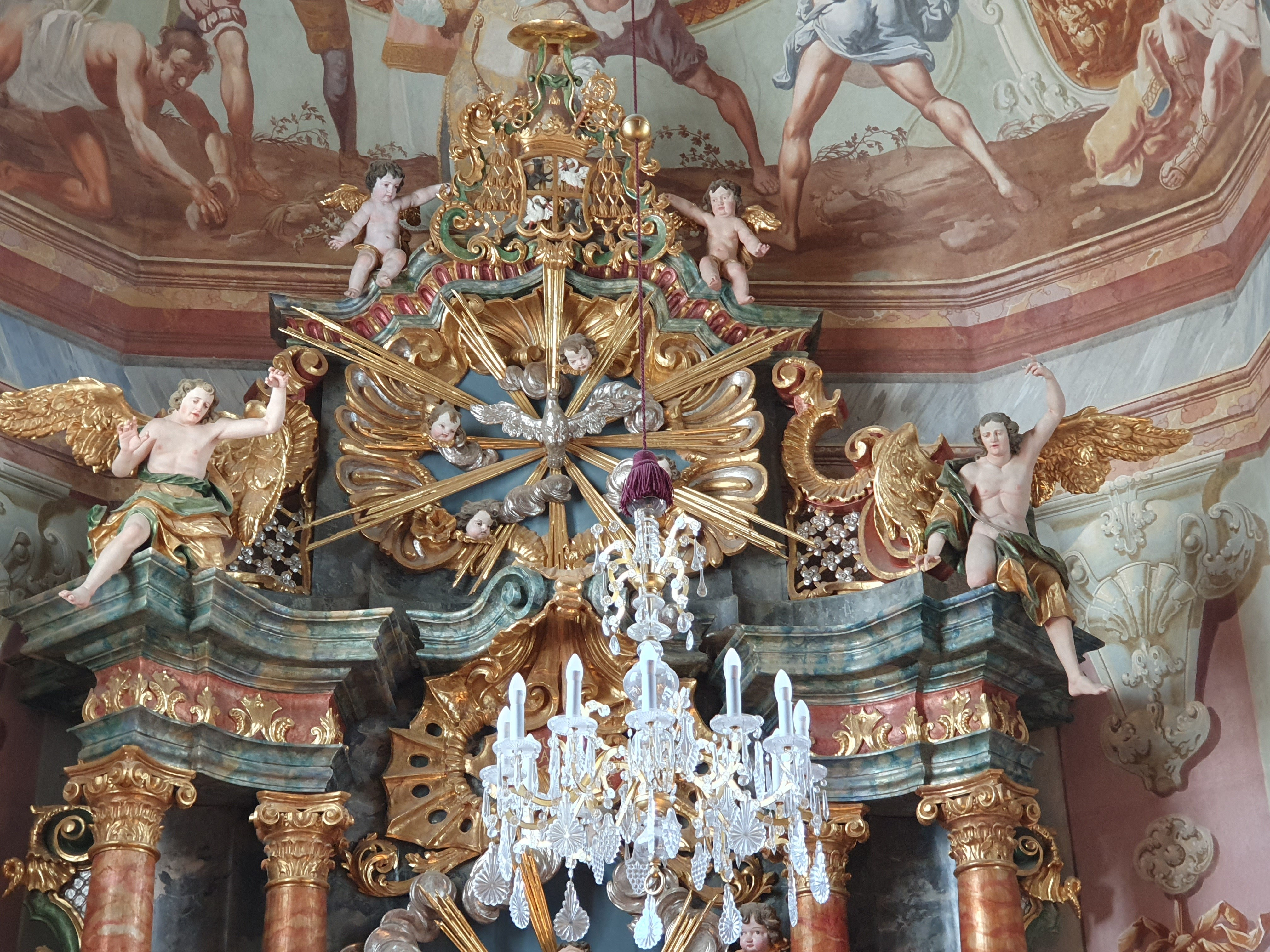

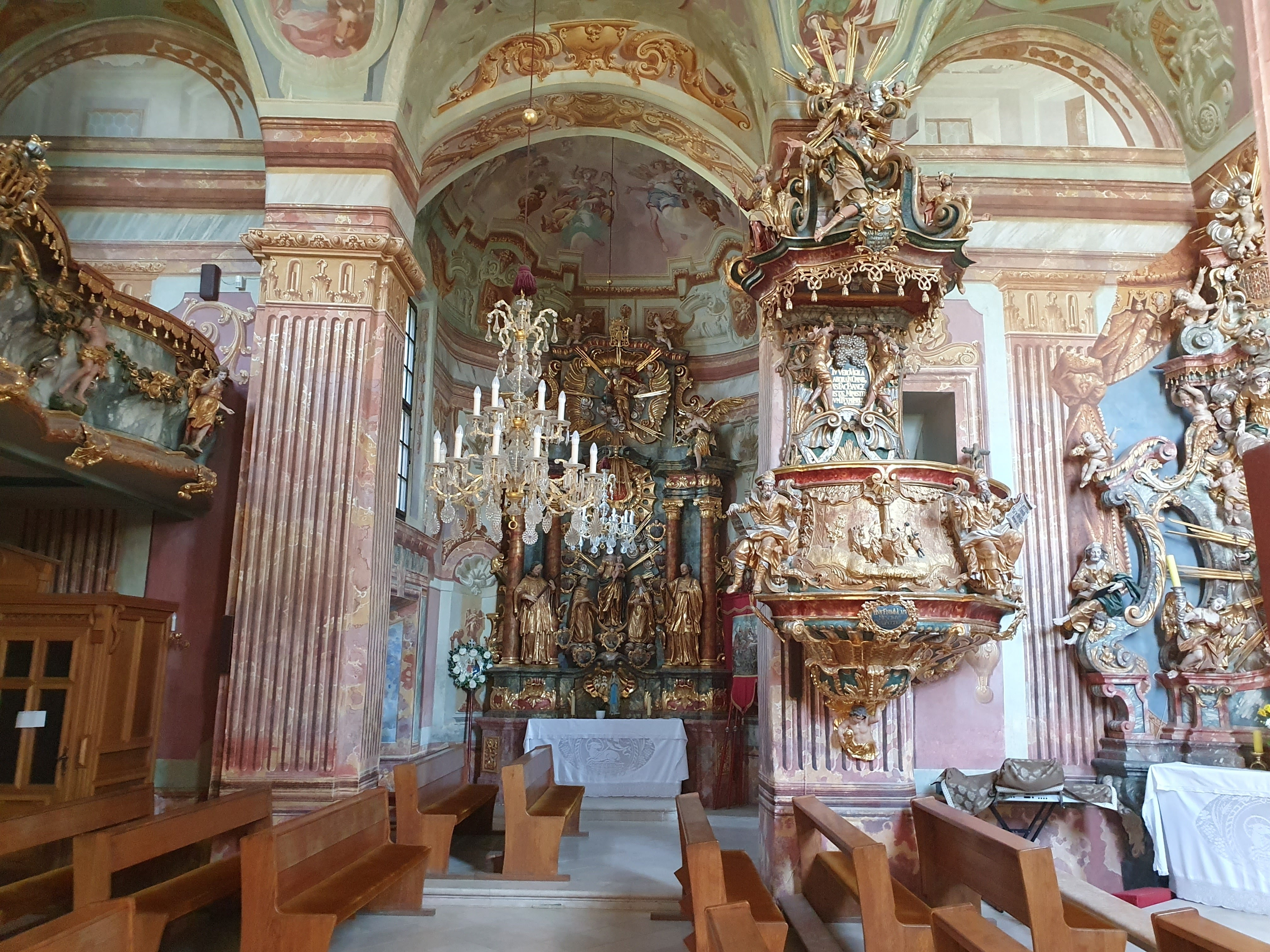
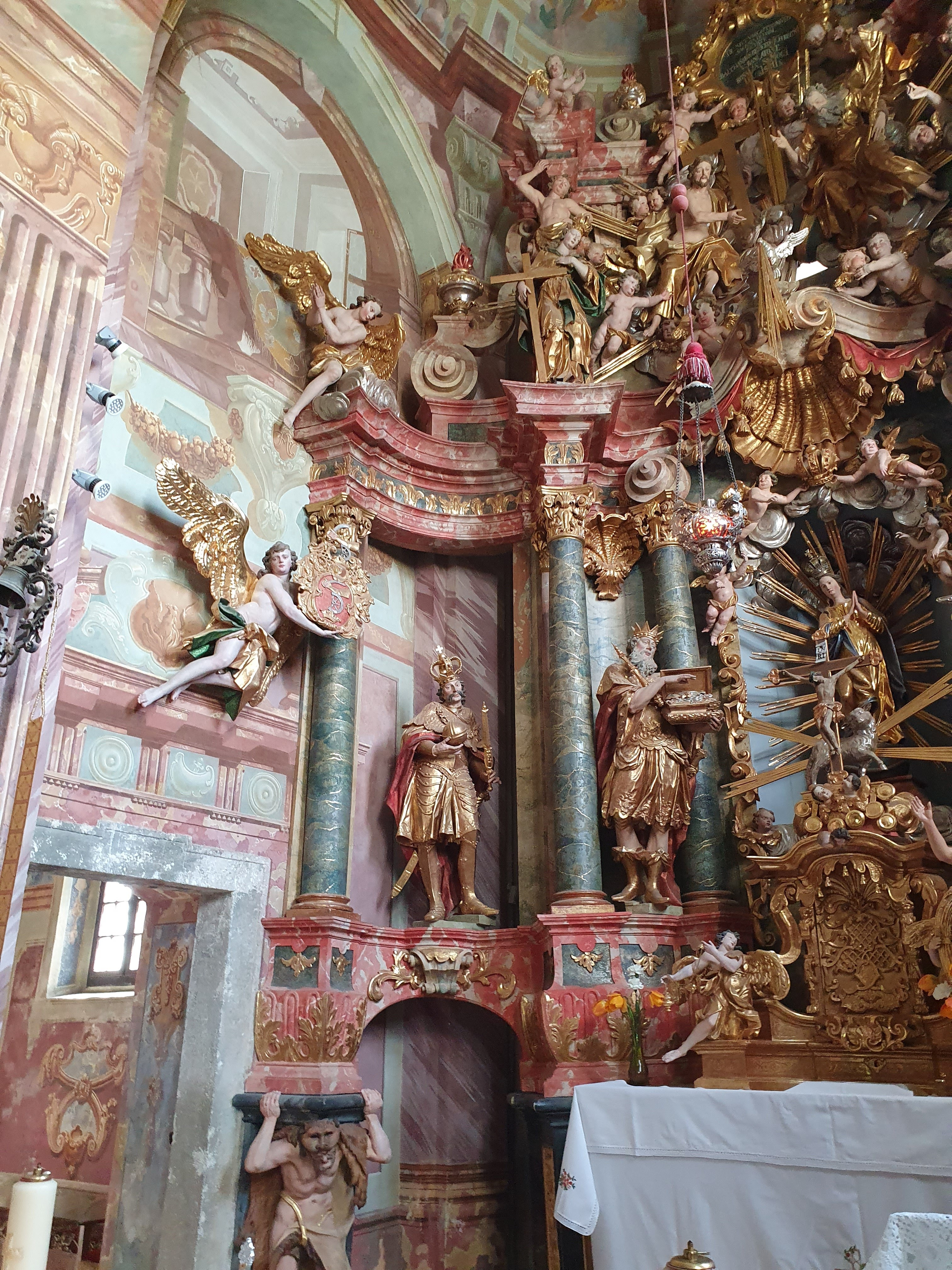
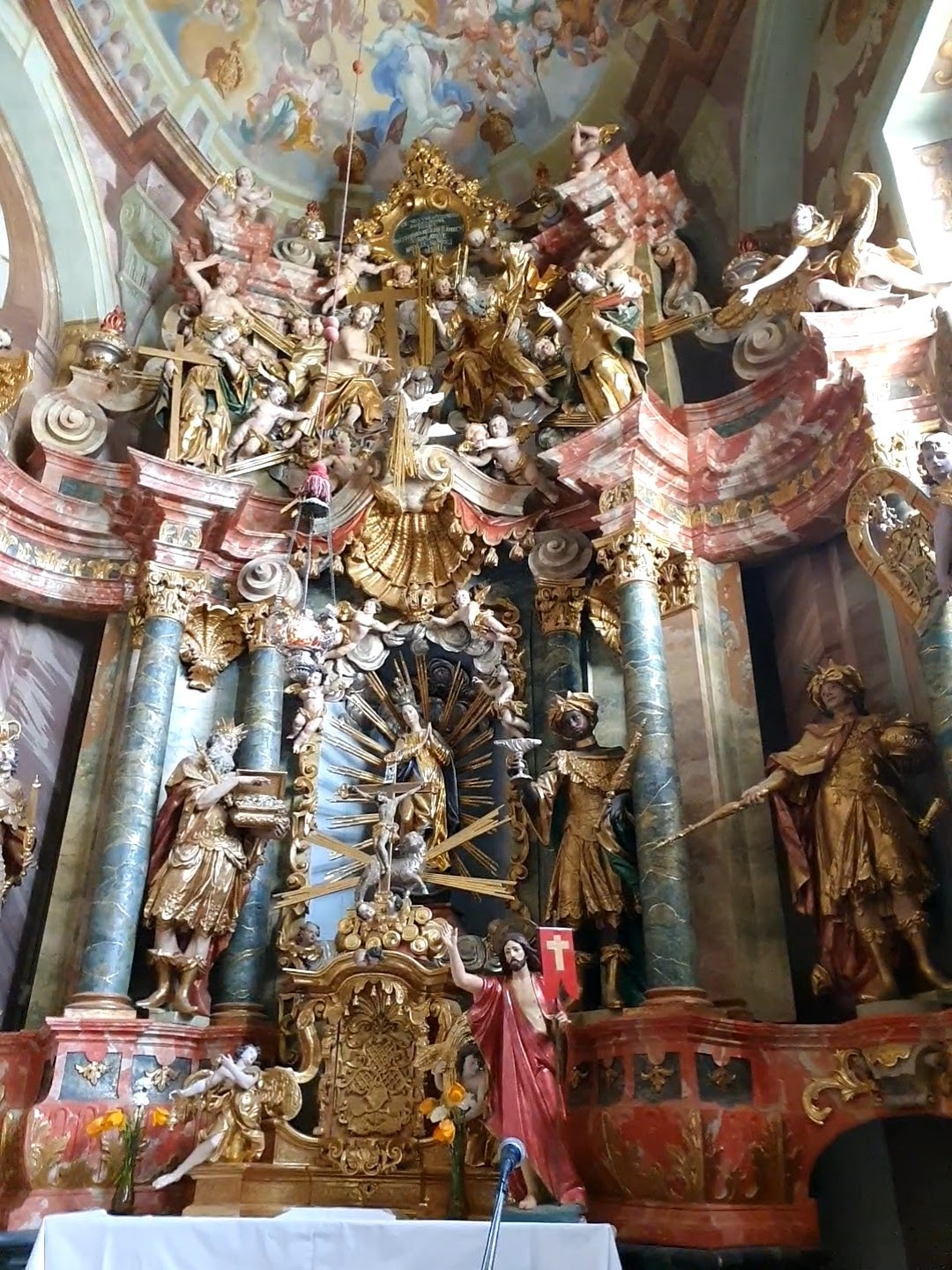
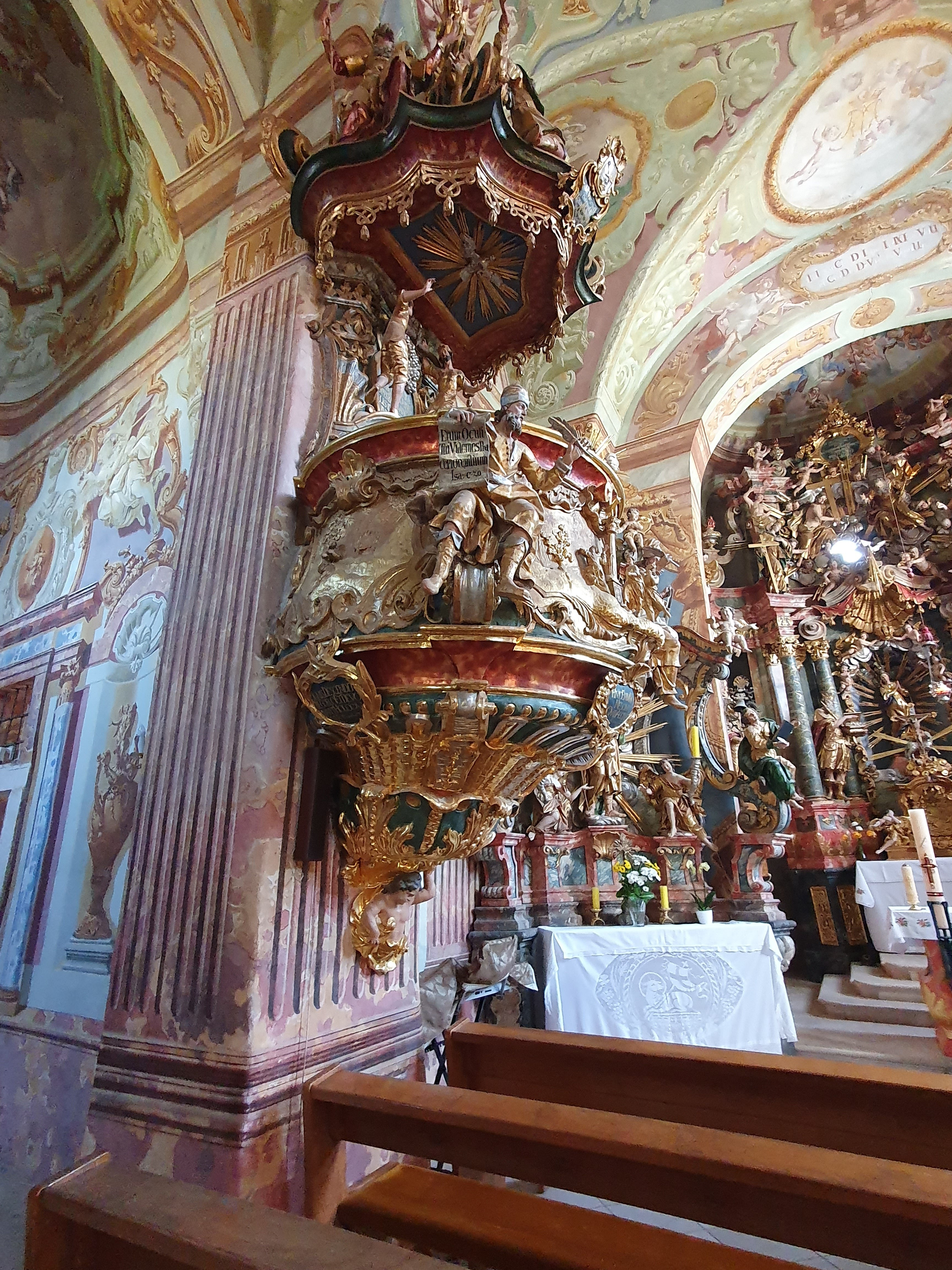